# Народний фронт

Демонстрація Народного фронту в Бухаресті

Народний фронт — загальна назва політичних союзів, що об'єднували ліві та лівоцентристські сили. Народні фронти почали виникати у 1930-ті роки, виступали проти фашизму та війни, в захист економічних інтересів працюючих. У Франції 1936—1938, в Іспанії у 1936—1939, в Чилі у 1938—1941 діяли керівництва Народних фронтів. У роки Другої світової війни у деяких державах були створені національні антифашистські народні фронти.

## У радянських республіках
У СРСР приблизно у 1989-1992 термін «Народний фронт» мав дещо інше значення. Офіційно їхня діяльність була направлена на підтримку «перестройки», але пізніше вони почали ставити питання щодо виходу їхніх республік зі складу СРСР. У Балтійських країнах народні фронти стали основною політичною силою реформ і боротьби за незалежність. Вони також стали основною альтернативою Комуністичній партії у Молдові, Україні, Вірменії та Азербайджані. Народний фронт було також засновано у Грузії.
| Республіка        | Дата заснування національного руху             |
| ----------------- | ---------------------------------------------- |
| РРФСР             | Демократична Росія (1990)                      |
| УРСР              | Народний Рух України (листопад 1988)           |
| БРСР              | Відродження (Адраджэньне) (червень 1989)       |
| Узбецька РСР      | Єдність (Бирлик) (листопад 1988)               |
| КазРСР            | (лютий 1989)                                   |
| ГРСР              | Комітет національної свободи (жовтень 1989)    |
| АзРСР             | Народний фронт Азербайджану (липень 1988)      |
| Литовська РСР     | Саюдіс (червень 1988)                          |
| МРСР              | Народний фронт Молдови (травень 1989)          |
| Латвійська РСР    | Народний фронт Латвії (липень 1988)            |
| Киргизька РСР     | Ашар (липень 1989)                             |
| Таджицька РСР     | Ашкара (червень 1989)                          |
| Вірменська РСР    | Карабаський рух/Комітет «Карабах» (лютий 1988) |
| Туркменська РСР   | Єдність (Аґзибірлик) (січень 1990)             |
| Естонська РСР     | НФ «Рахваріне» (липень 1988)                   |
| Дагестанська АРСР | Народний фронт імені імама Шаміля (1988)       |
| Тувинська АРСР    | Народний фронт «Хостуг Тива»                   |

## Структури під назвою «Народний Фронт» у несоціалістичних державах
- Народний фронт (Україна)
- Народний фронт (Франція)
- Народний фронт (Сенегал)
- Народний фронт (Іспанія)
- Народний фронт (Мавританія)
- Білоруський Народний фронт
- Азербайджанський Народний фронт
- Народний фронт (Чилі)
- Народний союз (Чилі)
- Народний фронт у Омані
- Народний фронт у Бахрейні
- Народний фронт (Індія)
- Народний фронт (Філіппіни)
- Народний Демократичний фронт (Італія, 1948)